# Levegő Munkacsoport
A Levegő Munkacsoport Országos Környezetvédő Egyesület civil szervezet, amelynek célja az egészséges környezet megteremtése és fenntartása. Fontosnak tartja az állampolgári részvétel lehetőségeinek bővítését, a nyilvánosság, a tájékoztatás és a tájékozódás szabadságának kiteljesítését.

## Története
1988. novemberben alapította a BME Zöld Kör, az ELTE Természetvédelmi Klub és az Eszperantista Természetvédők. 1991-ben nemzetközi konferenciát szervezett a nagy bevásárlóközpontok káros környezeti hatásaival kapcsolatban. Ugyanebben az évben fellépett a külföldi kamionok útdíjának emelése érdekében, és törekvései sikerrel jártak. Első alkalommal 1991-ben állított össze zöld költségvetési javaslatot, amelyet a sajtó nagy érdeklődéssel kísért, és számos elemét elfogadta az országgyűlés. Azóta egészen 2016-ig minden évben adott ki ajánlásokat az állami költségvetés és adórendszer ökoszociális reformjára.
A Levegő Munkacsoport Környezetvédelmi Tanácsadó irodája évről évre több ezer állampolgárnak segít közvetlenül tanáccsal, esetenként képviselettel.
2007-ben a NIOK Alapítvány „Az Év Civil Szervezete” díjjal tüntette ki.
A Szonda Ipsos 2010-ben 1000 fős, országos reprezentatív mintán, személyes megkérdezéssel közvélemény-kutatást végzett a felnőtt lakosság körében arról, hogy mennyire ismerik és támogatják a Levegő Munkacsoport tevékenységét.1 Ennek alapján a Levegő Munkacsoportról a teljes lakosság 40 százaléka hallott már, és 11 százalékuk ismeri is a tevékenységét. (Budapesten ez az arány 62, illetve 20 százalék.) A szervezet támogatottsága azok között, akik ismerik, 77 pontos a 100 pontos skálán országosan és Budapesten egyaránt.
A Levegő Munkacsoport az Európai Éghajlatvédelmi Hálózat (CAN Europe), az Európai Környezetvédelmi Iroda (EEB), az Európai Közlekedési és Környezetvédelmi Szövetség (T&E), az Európai Zöld Költségvetés Szövetség (GBE) Archiválva 2017. augusztus 22-i dátummal a Wayback Machine-ben és a Környezet és Egészség Szövetség (HEAL) tagszervezete.

## Tevékenysége
Elsősorban az állami költségvetés és adórendszer, a közlekedéspolitika, településpolitika és az energiapolitika környezetkímélőbbé tételéért tevékenykedik. Tevékenysége módjai elsősorban a következők: környezet- és természetvédelmi szemléletformálás, tájékoztatás, tanácsadás, érdekérvényesítés a lakosság és a döntéshozók körében; hozzájárulás az országgyűlés, a minisztériumok és más állami szervek munkájához, szakmapolitikai programok, jogszabály-tervezetek véleményezésével, illetve kezdeményezésével; környezetvédelmi alapelvek megvalósulását elősegítő elemzések, állásfoglalások, vélemények elkészítése nemzetközi, elsősorban európai uniós intézmények számára; helyi környezetvédelmi kezdeményezések támogatása, hozzájárulás az önkormányzatok munkájához; az állampolgári részvétel elősegítése a döntéshozatalban. 

## Kiadványai
- A lakossági tüzelés légszennyezése. Életeket ment a tiszta fűtés .
- Hulladékból távhő .
- Ajánlások Budapestért .
- Dugódíj és ingatlanforgalom .
- Ne égesd el – szórólap .
- Dugódíj – de hogyan? .
- A közvélemény a szintetikus anyagok egészségügyi és környezeti hatásairól .
- Mennyire szennyezett a beltéri levegő? – Kockázatok és ártalomcsökkentési feladatok, lehetőségek .
- Belső tereink szennyezettsége – mit tehetnek a kereskedők és a forgalmazók? .
- A távhőellátás bővítésének lehetőségei a közintézmények korszerűsítése kapcsán .
- Javaslatok a nem közlekedési felhasználású energia adóztatásának átalakítására .
- Ne csak szép legyen! .
- A közúti és vasúti közlekedés optimális árazása és társadalmi mérlege (Módszertani tanulmány) .
- Városaink magunk vagyunk .
- Otthonunk rémei .
- Városi fák .
- Permetezett világ – Gondok és lehetőségek növényvédelemben .
- Korommentes városok – Legjobb példák a közlekedési légszennyezés csökkentésére .
- A fosszilis energiák hazai támogatása .
- Energiahatékonyság a partvonalról: Mi az, ami jellemzően kimarad az energiapolitikákból? .
- Környezetbarát közlekedés .
- A környezetbarát taxizás jelentősége .
- A díj, amit érdemes kivetni .
- A sínek tovább bírják – szóróanyag .
- Torkig vagyunk a permetszerekkel .
- Korommentes levegőt! .
- Korom nélkül az éghajlatért .
- Te mivel utazol? .
- Mérgektől mentes jövőt! .
- Dugó vagy dugódíj? .
- Távfűtött települések – Energiatudatos fogyasztók .
- Díjazzuk a kamionokat? .
- Gazdasági eszközök a fenntartható területfejlesztéshez .
- Közlekedjünk ésszerűbben! .
- Város, vidék, vasút .
- Káros vegyszerek a mindennapi termékekben? .
- Hamupipőkéből királyné – A Levegő Munkacsoport tanulmánya .
- Helyi termékekkel az éghajlatváltozás ellen .
- A városok zöldítésének lehetőségei – a Szent István Egyetem .
- és Tájgazdálkodási Intézete hallgatóinak tanulmányai Környezet-].
- A városi természet értékelése a Terézvárosban .
- Az államháztartás ökoszociális reformja – Lukács András, Pavics Lázár, Kiss Károly .
- A zöld államháztartási reform .
- Zöldülő városi homlokzatok – Kúszónövények .
- Egy csepp kertet a házak közé! – Árnyéktűrő növények .
- Kamionról vasútra – 13 sikeres átállás .
- Fenntartható a permetezés? .
- Éghajlatvédelem .
- Budapest levegőszennyezettségének története .
- Megyek a boltba .
- Andreas Geißler: Város, vidék, vasút – Kötöttpályás megoldások a regionális közlekedésben .
- Adócsalás személygépkocsi-elszámolással és egyéb trükkökkel .
- PPP (Public-Private Partnerships) – Trick or Opportunity? .
- Növényekkel borított épületek (képes ismeretterjesztő kiadvány) .
- Zöldtetők és zöldhomlokzatok (tanulmány) .
- Gépregény .
- Tiltandó támogatások .
- Uniós törekvések a fenntartható növényvédelemért .
- Autó nélkül a városban – oktatási segédanyag .
- Érdekérvényesítés az Európai Unióban és hazánkban .
- Mit gondolunk a vegyi anyagokról? .
- Ajánlások Budapestért .
- Utazási költségek és költségtérítések adózási feltételeinek értékelése .
- Energiahatékonyság nemzetgazdasági lehetőségei a közlekedésben .
- LOGREEN .
- A városi terjeszkedés valódi költségei .
- Hétköznapi mérgeink .
- A növényvédőszerek környezetbarát használatáról .
- Az államháztartás ökoszociális reformja .
- A forráspont közelében .
- Tiszta levegőt az utcákra .
- A sikeres város titka .
- A sínek tovább bírják .
- Ne égesd el! .
- REACH .
- Gyilkos részecskék Budapest levegőjében .
- Nem elég szellőztetni! .
- Veszélyes HÁZasság .
- A közlekedéssel kapcsolatos állami bevételek és kiadások .
- Családban marad .
- Vegyszerek a vacsorában .
- Növényvédőszerek – permetezés .
- A köztünk élő fák .
- Ne üldözd a denevért! .
- Vegyi Anyagok Kívül-Belül .
- Kémiai Bizonytalanság .
- Környezetvédelmi szempontból káros támogatások a magyar gazdaságban .
- Vegyi anyagok kívül-belül (Chemicals) .
- Mi a levegőszennyezés? .
- Ajánlások a 2004. évi állami költségvetéshez .
- Az éghajlatvédelem gazdasági eszközei .
- Segítik-e a gazdasági fejlődést az autópályák? .
- Zöld államháztartási reform .
- Azbeszt a házban – A felméréstől a mentesítésig .
- Azbeszt – a felméréstől a mentesítésig .
- Uniós csatlakozás – közlekedés – környezet .
- Gazdaságtalan-e a vasút? .
- A növényzet szerepe a környezetvédelemben .
- Utak a kerékpározáshoz .
- Bel- és külterületi fasorok EU-módszer szerinti értékelése .
- Ajánlások az 1999. évi állami költségvetési törvényjavaslathoz és a 2000. évi költségvetési koncepcióhoz .
- Államháztartási reform – másképpen .
- Bevásárlóközpontok telepítésének hatása a terület környezeti állapotára és a lakosság életminőségére .
- Bevásárlóközlekedés .
- Zöld úton a turizmusért .
- A zsebtapasz nem gyógyít .